# Josef Hamerl
Josef Hamerl (ur. 22 stycznia 1931, zm. 15 lipca 2017) – austriacki piłkarz występujący na pozycji napastnika, reprezentant Austrii w latach 1958–1962.

## Kariera klubowa
Swoją karierę piłkarską Hamerl rozpoczął w klubie FC Wien. W sezonie 1951/52 zadebiutował w jego barwach w austriackiej Bundeslidze. Wiosną 1955 został wypożyczony do Austrii Wiedeń. W FC Wien występował do 1956 roku.
Latem 1956 roku Hamerl przeszedł do Wiener SC. W sezonach 1957/1958 i 1958/1959 wywalczył z nim dwa tytuły mistrza Austrii. W latach 1961–1963 występował w Admiry Wiedeń. W 1963 roku wrócił do Wiener SC, w którym spędził dwa sezony. W 1965 roku przeszedł do Kapfenberger SV, a w sezonie 1966/67 grał w 1. Wiener Neustädter SC, w którym zakończył karierę piłkarską.
| Sezon   | Klub                    | Kraj    | Rozgrywki  | Mecze | Bramki |
| ------- | ----------------------- | ------- | ---------- | ----- | ------ |
| 1951/52 | FC Wien                 | Austria | Bundesliga | 1     | 1      |
| 1952/53 | FC Wien                 | Austria | Bundesliga | 8     | 3      |
| 1953/54 | FC Wien                 | Austria | Bundesliga | 22    | 9      |
| 1954/55 | FC Wien                 | Austria | Bundesliga | 12    | 6      |
| 1954/55 | Austria Wiedeń          | Austria | Bundesliga | 3     | 0      |
| 1955/56 | FC Wien                 | Austria | Bundesliga | 25    | 18     |
| 1956/57 | Wiener SC               | Austria | Bundesliga | 26    | 11     |
| 1957/58 | Wiener SC               | Austria | Bundesliga | 25    | 18     |
| 1958/59 | Wiener SC               | Austria | Bundesliga | 22    | 19     |
| 1959/60 | Wiener SC               | Austria | Bundesliga | 24    | 20     |
| 1960/61 | Wiener SC               | Austria | Bundesliga | 9     | 9      |
| 1961/62 | Admira Wiedeń           | Austria | Bundesliga | 25    | 13     |
| 1962/63 | Admira Wiedeń           | Austria | Bundesliga | 23    | 8      |
| 1963/64 | Wiener SC               | Austria | Bundesliga | 18    | 4      |
| 1964/65 | Wiener SC               | Austria | Bundesliga | 16    | 5      |
| 1965/66 | Kapfenberger SV         | Austria | Bundesliga | 25    | 11     |
| 1966/67 | 1. Wiener Neustädter SC | Austria | Bundesliga | 15    | 3      |

## Kariera reprezentacyjna
W reprezentacji Austrii Hamerl zadebiutował 23 marca 1958 w wygranym 3:2 meczu Pucharu im. Dr. Gerö z Włochami, rozegranym w Wiedniu. W 1958 roku został powołany do kadry na Mistrzostwa Świata 1958 w Szwecji. Na nich był rezerwowym i nie rozegrał żadnego spotkania. Od 1958 do 1962 roku rozegrał w kadrze narodowej 9 meczów i zdobył w nich 2 bramki.
| Mecze i gole w reprezentacji | Mecze i gole w reprezentacji | Mecze i gole w reprezentacji | Mecze i gole w reprezentacji | Mecze i gole w reprezentacji | Mecze i gole w reprezentacji | Mecze i gole w reprezentacji |
| #                            | Data                         | Stadion                      | Rywal                        | Wynik                        | Gol                          | Rozgrywki                    |
| 1958                         | 1958                         | 1958                         | 1958                         | 1958                         | 1958                         | 1958                         |
| ---------------------------- | ---------------------------- | ---------------------------- | ---------------------------- | ---------------------------- | ---------------------------- | ---------------------------- |
| 1.                           | 23.03.1958                   | Wiedeń, Austria              | Włochy                       | 3:2                          | 0                            | Puchar Dr. Gerö 1955/57      |
| 2.                           | 14.05.1958                   | Wiedeń, Austria              | Irlandia                     | 3:1                          | 1                            | towarzyski                   |
| 3.                           | 14.09.1958                   | Wiedeń, Austria              | Jugosławia                   | 3:4                          | 0                            | towarzyski                   |
| 1959                         |                              |                              |                              |                              |                              |                              |
| 4.                           | 20.05.1959                   | Oslo, Norwegia               | Norwegia                     | 1:0                          | 0                            | el. ME 1960                  |
| 1960                         |                              |                              |                              |                              |                              |                              |
| 5.                           | 29.05.1960                   | Wiedeń, Austria              | Szkocja                      | 4:1                          | 0                            | towarzyski                   |
| 6.                           | 22.06.1960                   | Oslo, Norwegia               | Norwegia                     | 2:1                          | 1                            | towarzyski                   |
| 7.                           | 04.09.1960                   | Wiedeń, Austria              | ZSRR                         | 3:1                          | 0                            | towarzyski                   |
| 8.                           | 30.10.1960                   | Wiedeń, Austria              | Hiszpania                    | 3:0                          | 0                            | towarzyski                   |
| 1962                         |                              |                              |                              |                              |                              |                              |
| 9.                           | 05.01.1962                   | Kair, Egipt                  | Egipt                        | 0:1                          | 0                            | towarzyski                   |

## Sukcesy
Wiener SC
- mistrzostwo Austrii: 1957/58, 1958/59